# Bistum San Juan Bautista de Calama
Die Bistum San Juan Bautista de Calama (lateinisch Dioecesis Sancti Ioannis Calamensis, spanisch Diócesis de San Juan Bautista de Calama) ist eine in Chile gelegene römisch-katholische Diözese mit Sitz in Calama.

## Geschichte
Das Bistum San Juan Bautista de Calama wurde am 21. Juli 1965 aus Gebieten der Bistümer Antofagasta und Iquique als Territorialprälatur Calama gebildet. Am 28. Juni 1967 hat die Territorialprälatur vom Erzbistum La Serena zum Erzbistum Antofagasta als Metropolitan-Erzbistum gewechselt.
Die Territorialprälatur Calama wurde am 20. Februar 2010 durch Papst Benedikt XVI. zum Bistum erhoben und in Bistum San Juan Bautista de Calama umbenannt.

## Ordinarien

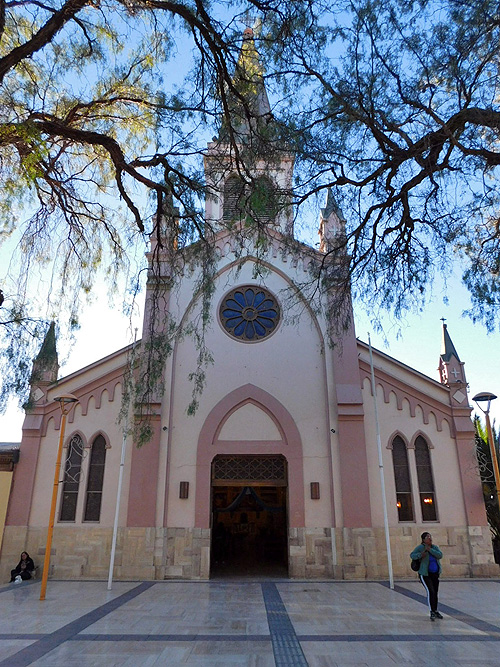
Kathedrale von Calama

### Prälaten von Calama
- Francisco de Borja Valenzuela Ríos (1965–1968)
- Orozimbo Fuenzalida y Fuenzalida (1968–1970, dann Bischof von Los Ángeles)
- Francisco de Borja Valenzuela Ríos (1970–1970)
- Juan Luis Ysern de Arce (1972–1974)
- Carlos Oviedo Cavada OdeM (1974–1976)
- Juan Bautista Herrada Armijo OdeM (1982–1991)
- Cristián Contreras Molina OdeM (1992–2002, dann Bischof von San Felipe)
- Guillermo Patricio Vera Soto (2003–2010)

### Bischöfe von San Juan Bautista de Calama
- Guillermo Patricio Vera Soto (2010–2014)
- Óscar Hernán Blanco Martínez OMD (2016–2022), dann Bischof von Punta Arenas
- Tomás Abel Carrasco Cortés (seit 2023)